# هلال فجحان المطيري
هلال فجحان المطيري (1852 - 1938)، تاجر لؤلؤ كويتي من أصل حجازي وهو أكبر ثري عرفته الكويت في عصره ، ولد في الحجاز في منطقة المدينة المنورة وبالتحديد بالجريسية بالقرب من مهد الذهب ثم أستوطن مدينة الكويت في شبابه وعمل في التجارة حتى أصبح من كبار تجار اللؤلؤ في الخليج ولقب «بملك اللؤلؤ»، اتسعت أملاكه حتى شملت الكويت والبحرين والهند والبصرة، فيما أصبح في عام 1921 عضواً في مجلس الشورى الكويتي وبلغت ثروته أكثر من 8 ملايين روبية هندية.

## حياته

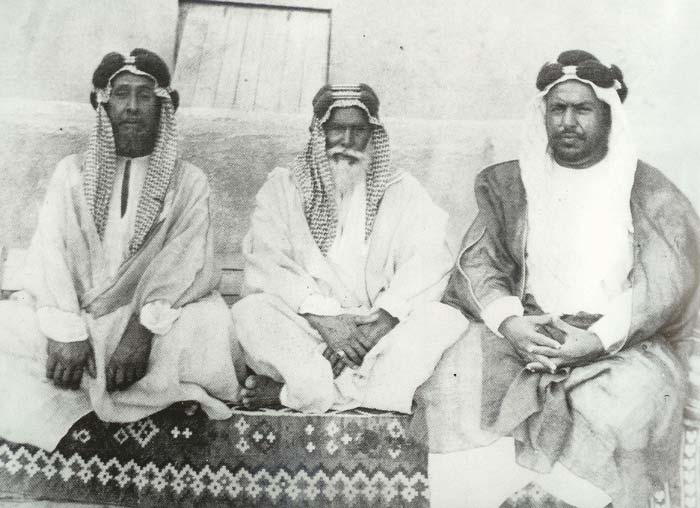
من اليمين الشيخ عبد الله السالم الصباح وهلال المطيري وشملان بن علي بن سيف

منزل هلال بن فجحان مطلاً على النقعة

ولد هلال بن فجحان بن مفيز بن خلوي بن حمد بن جليدان بن هليل العكلي الديحاني المطيري في بادية الحجاز لفخذ الدياحين من قبيلة مطير، انتقل بعدها إلى مدينة الكويت قبل أن يتم عمره العشرين عامًا، عمل في الغوص على لؤلؤ، وتدرج بالتجارة حتى أصبح من كبار تجار الكويت،
وروى عبد الله الحاتم في كتابه «من هنا بدأت الكويت» مستشهدًا بقوة نفوذ يوسف بن عبد الله الإبراهيم أيام حكم الشيخ محمد بن صباح الصباح:كان للحاج هلال المطيري قطعة أرض في الحي الشرقي من مدينة الكويت، وقرر البناء فيها للسكن، وكانت مجاورة لبيت صغير يمتلكه آل نصف، ويستخدمونه في خباطة أشرعة السفن وتصليحها. فلما رأوا هلالاً يشرع في البناء، ساءهم ذلك وعارضوه، ثم رفعوا الأمر إلى الشيخ محمد الصباح وأخيه جراح، اللذين بادرا إلى منع هلال من مواصلة البناء وطلبا الكف عن ذلك نهائيا. فتضايق هلال من هذا الإجراء واشتكى إلى صديقه الحاج إبراهيم المضف، فأخذه المضف وتوجها إلى يوسف آل إبراهيم ليخبراه بالأمر. فقال يوسف للحاج هلال:«إذهب وأكمل البناء، ولا تلتفت إلى أحد». ولما رأى آل نصف أن هلالا لم يتوقف عن البناء، مضى أحدهم إلى الشيخ محمد وأخبره أن هلالا لم يمتثل لأمره وأنه ماضٍ في ما شرع فيه. فانطلق الشيخ محمد ليتبين جلة الأمر، واخذ معه أخاه جراح وبعض الخدم. ولكنه دهش عندما شاهد يوسف الإبراهيم وهلال معا يتبادلان الحديث والابتسامات. فالتفت الشيخ محمد إلى آل نصف واقترح عليهم الاعتذار إلى يوسف وصرف النظر عن منع البناء.
وفي سنة 1914 بلغ عدد السفن التي يملكها 28 سفينة منها البوم «مشهور» والبلم «ميسر»، وقد أدى عنها 10,173 روبية قلاطة للأمير عن محصول اللؤلؤ في عام واحد.

## هجرته وعودته
في عام 1912 هاجر من الكويت إلى البحرين بعد خلاف حدث بينه وبين الشيخ مبارك الصباح بسبب زيادة الضرائب على التجارة واستقر بالبحرين وندم مبارك الصباح على ذهابه فأرسل اليه ابنه الشيخ سالم المبارك الصباح ليدعوه للرجوع للكويت فرفض، فذهب الشيخ مبارك الصباح إلى البحرين لاسترضائه ودعوته للعوده إلى الكويت فرجع وبقى في الكويت. توفي هلال فجحان بالكويت عام 1938.

## اسهاماته
- في عام 1914 شارك مع ثلاثين شخصية من تجار الكويت في تأسيس شركة لتقطير المياه المالحة.
- تبرع بـ 15 ألف روبية للمساهمة في بناء السور الثالث عام 1920.
- ساهم في بناء أول مدرسة نظامية إذ تبرع بمبلغ خمسة آلاف روبية لتأسيس المدرسة المباركية عام 1911.
- انتخب عام 1921 عضواً في مجلس الشورى.[5]
- دفع تعويضا لأسر قتلى الدياحين في معركة الجهراء بمبلغ بمجموعة 16 الف روبية.
- تبرع بقطعة أرض في وسط العاصمة وتكفل بتسويرها لتصبح مقبرة حملت اسمه لاحقاً وهي «مقبرة هلال».[5]

## وفاته
أصيب هلال فجحان المطيري بعارض صحي عندما بلغ حوالي 86 عاماً، وهو مرض يطلق عليه بالكويت اسم «أبو الوجيه»، وهو شلل يصيب جهة من الوجه، نتيجة لالتهاب العصب السادس، وهو ما ترك أثرا بالغاً على عينه، مما أدى إلى تغيير ملامح وجهه، وأياً كانت أسباب مرضه، فقد توقفت دقات القلب يوم (11 يوليو 1938)، ودفن في المقبرة التي أعدها لنفسه وللناس أيضاً، وسجل تاريخ الوفاة الوكيل السياسي البريطاني في الكويت الكابتن جيرالد دي غاوري تحت عنوان «وفاة مليونير»، وقدرت ثروته بعد وفاته بما يزيد على 120 مليون روبية، أي أن تركته كانت تقدر بـ5 ملايين دولار أميركي.

## حياته العائلية
- تزوج هلال فجحان المطيري في بداية حياته من بنت عمه، وبعدها تزوج كل من:
- موضي عبد الله الساير.
- حصة قنوان بن جربوع.
- سارة الحواس.
- قوت مضف  .

ولديه من الأبناء:
- خالد هلال فجحان المطيري - توفي صغيرا.
- مشاري هلال فجحان المطيري.
- فجحان هلال فجحان المطيري.
- حمد هلال فجحان المطيري.
- بندر هلال فجحان المطيري.
- منيرة هلال فجحان المطيري. (تزوجت من الشيخ دعيج السلمان الحمود الصباح).
- شريفة هلال فجحان المطيري. (تزوجت من مساعد عبد الله الساير)
- البنت الصغرى . (تزوجت خالد المخلد - وأنجبت يوسف وبزة تزوجت أيضا من خالد المخلد وأنجبت نايف وعبد العزيز ومحمد).

## تكريم الدولة له
اسمت الدولة الكثير من المعالم باسمه تقديرا لدوره في تاريخ الكويت وهي:
- مدرسة هلال فجحان المطيري المتوسطة للبنين، وهي في محافظة مبارك الكبير.
- شارع هلال فجحان المطيري، يقع في منطقة السالمية.
- صالة فجحان هلال المطيري، وتقع في منطقة حولي.